# Isovanillylalkohol
Isovanillylalkohol (3-Hydroxy-4-methoxybenzylalkohol) leitet sich strukturell sowohl vom Benzylalkohol als auch vom Guajacol (o-Methoxyphenol) ab. Es ist ein Isomer zum Vanillylalkohol, von dem es sich nur durch die Stellung der Methoxygruppe unterscheidet. Anstatt an Position 3 ist diese hier an Position 4 vorzufinden. Hydroxy- und Methoxygruppe tauschen im Vergleich zum Vanillylalkohol die Plätze.
| Struktur von Isovanillylalkohol | Struktur von Vanillylalkohol |
| Isovanillylalkohol              | Vanillylalkohol              |